# بولو (مثولوجيا)

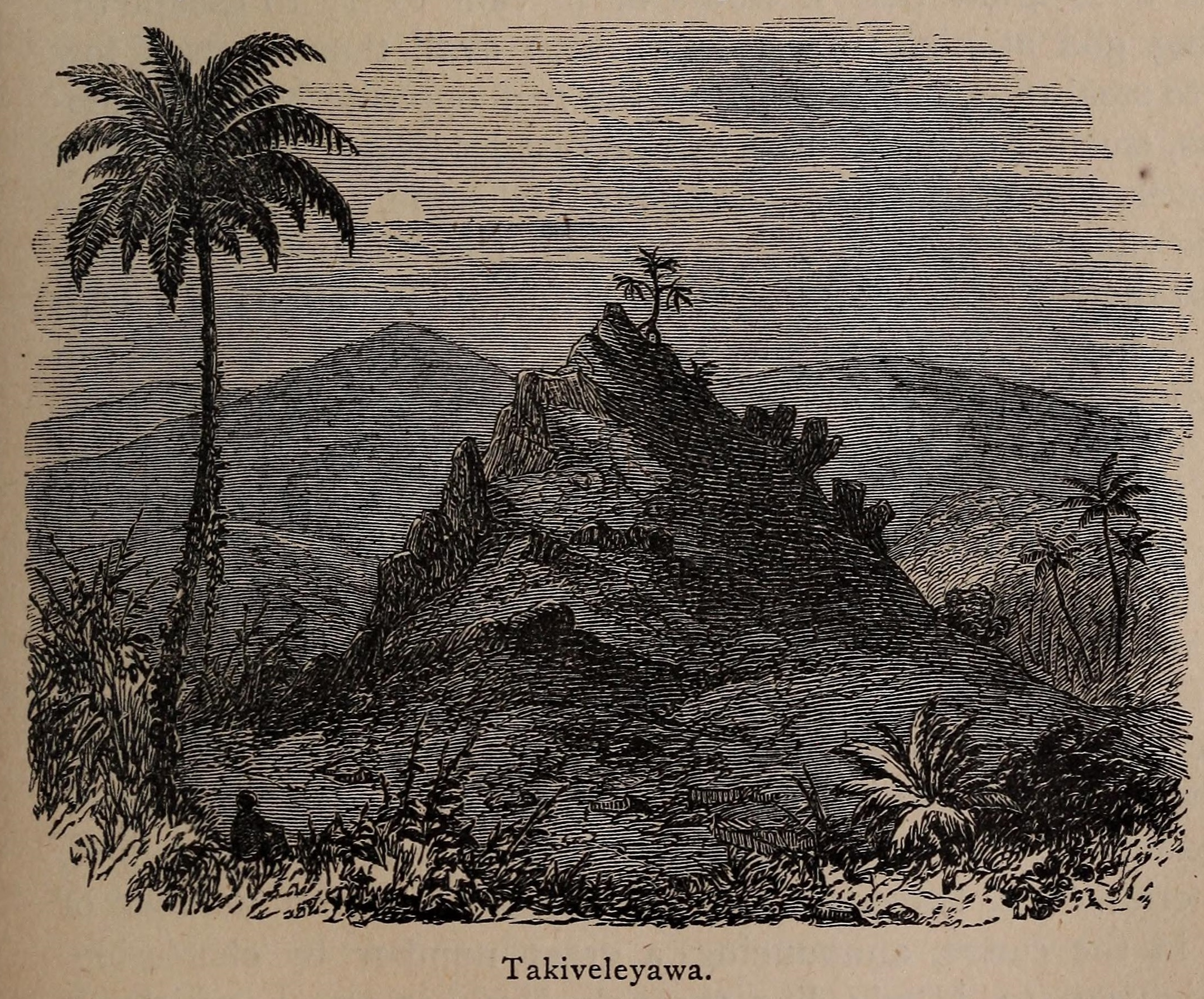
تاكيفيلياوا، تل يظهر في الأساطير الفيجية المتعلقة بالعالم السفلي.

بولو (بالإنجليزية: Bulu)‏ في الأساطير الفيجية، يُعرف بولو (المعروف: Mbúlu) باسم «عالم الأرواح» (الذي يُفترض أنه عالم سفلي). في الشهر الذي يسمى (فولا آي راتوميبولو Vula-i-Ratumaibulu) يأتي الإله راتوميبولو Ratumaibulu من بولو، عالم الأرواح، ليصنع فاكهة الخبز وغيرها من أشجار الفاكهة المزهرة والتي تثمر ثمارها. راتوميبولو هو إله ذو أهمية كبيرة يترأس الزراعة.